# 七年級生
『七年級生』（ななねんきゅうせい）は、2003年に台湾で製作されたテレビドラマである。日本未公開。

## あらすじ
かつてはチアリーディングの名門校だった景文高校は、今では名門の威信を失ってしまい、新任女教師のシズカがチアリーディング部を立て直す為、チームの監督に大抜擢される。しかし、キャプテンである呉雅莉は新任コーチを受け入れる交換条件として、自ら物色した５人を入部させることを突きつけた…

## キャスト

### チアリーディング部部員
| 役名                    | 俳優名                        |
| ----------------------- | ----------------------------- |
| ヤーリー （呉雅莉）     | 林依晨 （アリエル・リン）     |
| リョーサン （許流杉）   | 賀軍翔 （マイク・ハー）       |
| ヨーチェン （安佑乾）   | 張睿家 （ブライアン・チャン） |
| ズーウェイ （李子威）   | 阿丹                          |
| ウェイシャン （謝偉翔） | 頼智煒 （ジョシュア・ライ）   |
| ジョーダン （鄭湘雲）   | 陳徳烈                        |
| イーシュエン （段怡萱） | 鍾欣愉 （チョン・シンユ）     |
| ヤゥヤゥ （姚瑤）       | 何依霈                        |

### 景文高校教職員
| 役名            | 俳優名                        |
| --------------- | ----------------------------- |
| シズカ （郝静） | 林熙蕾 （ケリー・リン）       |
| メイ （郝美）   | 林立雯 （リン・リーウェン）   |
| （黎少凡）      | 苗子傑                        |
| （邵奎）        | 林逸宏 （リン・イーホン）     |
| （劉鳴）        | 汪建民 （タイガー・ワン）     |
| （林火旺）      | 夏靖庭 （シャー・ジンティン） |
| （徐珮琪）      | 徐華鳳 （ヴィヴィ・チョイ）   |
| （金媛萱）      | 張琴                          |